# Fred Bertelmann
Fred Bertelmann (Duisburgo, 7 de octubre de 1925 - Berg, 22 de enero de 2014) fue un cantante y actor alemán.

## Biografía
A la edad de 9 años se hizo se miembro de un coro y más tarde estudió violonchelo, trompeta, guitarra y canto.
En la Segunda Guerra Mundial, luchó en la Wehrmacht, fue hecho prisionero de guerra y enviado a Alabama, donde escuchó por primera vez música swing. Después de regresar a Alemania, fundó su propia banda e hizo presentaciones en los clubes American GI en Alemania. En 1950 realizó una gira por Suecia, con Arne Hülphers y Zarah Leander. También trabajó como cantante solista de canciones Schlager. Bertelmann se desempeñó como actor en los años 1950 y 1960, en películas y en obras de teatro.
En el año 1966 se casó con la presentadora de televisión y actriz Ruth Kappelsberger. A finales de 2013 sufrió de neumonía grave.

## Canciones
- Tina Marie, 1955, Electrola, 5.
- Meine kleine süße Susi, 1956, Electrola, 3.
- Marie mit dem frechen Blick, 1957, Electrola, 15.
- Bene bene tanto, 1957, Electrola, 13.
- Der lachende Vagabund, 1958, Electrola, 1.
- Ich bin ja nur ein Troubadur, 1958, Electrola, 6.
- Aber du heißt Pia, 1958, Electrola, 7.
- Ihr zartes Lächeln, 1959, Electrola, 6.
- Der Dumme im Leben ist immer der Mann (dúo con Chris Howland), 1959, Electrola
- Tiamo Marina, 1960, Electrola, 30.
- Einmal High High High, 1960, Electrola, 34.
- Mary-Rose, 1962, Polydor, 36.
- Ein Caballero, 1963, Polydor, 39.
- Es gibt immer einen Weg, 1967, Ariola

## Filmografía
- 1956: Pulverschnee nach Übersee
- 1957: Wenn Frauen schwindeln
- 1957: Europas neue Musikparade 1958
- 1958: Der lachende Vagabund
- 1959: Gitarren klingen leise durch die Nacht
- 1959: Meine Heimat ist täglich woanders (Geliebte Bestie)
- 1959: Wenn das mein großer Bruder wüßte
- 1959: Das blaue Meer und Du
- 1960: Meine Nichte tut das nicht
- 1960: Gauner-Serenade
- 1961: So liebt und küßt man in Tirol
- 1962: Lieder klingen am Lago Maggiore
- 1966: Laß die Finger von der Puppe
- 1975: Ein Walzer zu zweien (TV)
- 1996: Zum Stanglwirt – episodio Jetzt scha mer mal – Dann seh’ mer scho (serie de televisión)